# San Giovanni della Ficozza
San Giovanni della Ficozza ou Igreja de São João de Ficozza, conhecida também como San Giovanni dei Maroniti ou Igreja de São João dos Maronitas, era uma igreja de Roma, Itália, localizada no rione Trevi, na via dei Maroniti, desconsagrada depois da unificação da Itália (1870).

## História
É possível atestar a existência de uma igreja no local no final do século XII através de um documento preservado no arquivo da basílica de San Silvestro in Capite. O nome é uma referência a um tal Cecco Ficoccia (em latim: Ceccus de Ficocia) que, com seus soldados, ajudou a construir a igreja. Em 1584, o papa Gregório XIII mandou construir ao lado da igreja a universidade dos maronitas, que oficiaram na igreja até o início do século XIX.
Mariano Armellini relata, em seu livro, o relato de uma visita feita em 1662:
| “ | O colégio está situado no rione de Trevi com uma pracinha em frente na direção do poente. Na direção sul, faz limite com o colégio dos senhores Mattei; para o norte, com o palácio dos senhores Buratti, para o leste, com os casebres de um quarteirão de soldados e do populacho. A igreja está ligada lateralmente ao palácio e é uma paróquia muito antiga, vulgarmente chamada de San Giovanni della Ficoccia. O papa Gregório XIII transferiu a cura para Sant'Andrea delle Fratte. Há um altar com uma pintura do santo padroeiro, além de duas sepulturas. O alojamento da universidade é composto de duas grandes câmaras para oito alunos cada | ” |
|   | — Armellini.. |   |

Durante a ocupação napoleônica de Roma, o complexo todo foi desconsagrado para uso civil. Em 1846, o papa Pio IX reconsagrou a igreja e a entregou à universidade anexa ao seminário polaco-esloveno. Depois da unificação da Itália (1870), a igreja e a universidade foram novamente utilizados para fins civis e desconsagrados. Hoje a antiga nave está ocupada por escritórios civis: ainda são visíveis e estão bem preservados a abside, o coro, alguns nichos laterais, além de seus afrescos no teto e nas paredes em estilo barroco.